# Campeonato de Oceanía de Judo de 1994
El XIV Campeonato de Oceanía de Judo se celebró en Sídney (Australia) en 1994 bajo la organización de la Unión de Judo de Oceanía.
En total se disputaron quince pruebas diferentes, ocho masculinas y siete femeninas.

## Resultados

### Masculino
| Evento            | Oro                         | Plata                                     | Bronce                                            |
| ----------------- | --------------------------- | ----------------------------------------- | ------------------------------------------------- |
| –60 kg            | Brian Power Australia       | Michael Bielby Australia                  | Colin Gibbons Australia                           |
| –65 kg            | Darren Fagan Australia      | Abedias Trindade de Abreu Nueva Caledonia | Tom Hill Australia Lyndsay Reid Nueva Zelanda     |
| –71 kg            | Steve Corkin Nueva Zelanda  | Danny Fagan Australia                     | Jim Hallett Australia Peter Kersten Nueva Zelanda |
| –78 kg            | Gábor Szabó Australia       | Gareth Knight Nueva Zelanda               | Gavin Kelly Australia Matthew Carr Australia      |
| –86 kg            | David Wilkinson Australia   | Chris Palmer Australia                    | Robert Ivers Australia Nacanieli Qerewaqa Fiyi    |
| –95 kg            | Daniel Gowing Nueva Zelanda | Jason Goddard Australia                   | Peter Swan Australia                              |
| +95 kg            | Miklos Szabo Australia      | Ray Matthews Australia                    | Anthony Condello Australia                        |
| Categoría abierta | Rob Overs Australia         | Gavin Kelly Australia                     | Nacanieli Qerewaqa Fiyi David Wilkinson Australia |

### Femenino
| Evento            | Oro                            | Plata                      | Bronce                                                      |
| ----------------- | ------------------------------ | -------------------------- | ----------------------------------------------------------- |
| –48 kg            | Tina Kirkman Australia         | Barbara Potter Australia   | Tammy Acciari Australia                                     |
| –52 kg            | Cathy Brain-Grainger Australia | Angela Deacon Australia    | Rebecca Sullivan Australia                                  |
| –56 kg            | Narelle Hill Australia         | Catherine Arlove Australia | Melissa Jones Nueva Zelanda                                 |
| –61 kg            | Lara Sullivan Australia        | Katrina Campbell Australia | Maria Jakowetz Nueva Zelanda J. Roode Australia             |
| –66 kg            | Carly Dixon Australia          | Kylie Koenig Australia     | Anne Marie Pepper Australia Myriam Beaumont Nueva Caledonia |
| –72 kg            | Natalie Galea Australia        | Christine Pearce Australia | Wendy Callender Australia                                   |
| Categoría abierta | Lara Sullivan Australia        | Carly Dixon Australia      | Catherine Arlove Australia Anne Marie Pepper Australia      |

## Medallero
| Núm. | País            | Oro | Plata | Bronce | Total |
| ---- | --------------- | --- | ----- | ------ | ----- |
| 1    | Australia       | 13  | 13    | 16     | 42    |
| 2    | Nueva Zelanda   | 2   | 1     | 4      | 7     |
| 3    | Nueva Caledonia | 0   | 1     | 1      | 2     |
| 4    | Fiyi            | 0   | 0     | 2      | 2     |
|      | TOTAL           | 15  | 15    | 23     | 53    |